# Робюшон, Жоэль
Жоэ́ль Робюшо́н (фр. Joël Robuchon; 7 апреля 1945 года, Пуатье, Франция — 6 августа 2018 года, Женева, Швейцария) — французский шеф-повар и ресторатор. Видный представитель «новой кухни», автор кулинарных книг, основатель сети ресторанов для гурманов. Председатель гастрономического комитета энциклопедии Larousse gastronomique (с 1996 года). «Лучший работник Франции» (1976) в номинации «Кулинарное искусство», обладатель самой большой пальмовой ветви в истории кулинарного искусства, «шеф-повар года» (1985) и «шеф-повар столетия» по версии ресторанного справочника «Го и Мийо» (1990; наряду с Полем Бокюзом, Фреди Жирарде и Экартом Витцигманом), «лучший ресторатор мира» по версии газеты International Herald Tribune, обладатель первой звезды «Мишлен» (2016; наряду с Эжени Бразье, Марком Вейра, Аленом Дюкассом, Томасом Келлером). Рестораны сети Робюшона получили 32 звезды Мишлен.

## Биография
Родился 7 апреля 1945 года в Пуатье четвёртым ребёнком в католической семье каменщика. В 12 лет начал обучение в малой семинарии в Молеоне департамента Де-Севр намереваясь в будущем стать священником, где помогая на кухне с приготовлением пищи решил, что его призванием является поприще шеф-повара. В 1960 году, в возрасте 15 лет, он стал учеником шеф-повара Робера Отона в одной из гостиниц Пуатье — Relais de Poitiers. В дальнейшем он совершил поездку по Франции, побывав во многих ресторанах, включая Compagnon du Devoir, а затем познакомился с новой кухней и со своим наставником Жаном Делавейном, как и с другими шеф-поварами.
В 1974 году, в возрасте 28 лет, стал шеф-поваром коллектива поваров гостиницы Hôtel Hyatt Regency Paris Étoile в XVII округе Парижа, где в 1976 году был признан «Лучшим работником Франции» (1976) в номинации «Кулинарное искусство». В 1978 году стал шеф-поваром гостиницы Hôtel Novotel Paris Tour Eiffel в XV округе Парижа, где выиграл свои первые две звезды в гиде «Мишлен».
В 1981 году открыл в Париже свой собственный ресторан «Jamin» на улице Ру де Лоншам в XVI округе Парижа, за что к 1984 году получил три звезды Мишлен, в 1985 году стал «шеф-поваром года» и в 1990 году «шеф-поваром столетия» по версии ресторанного справочника «Го и Мийо». С 1987 года приглашался в качестве консультанта в области кулинарного искусства, в том числе для ресторанов, конкурсов и пищевой промышленности (компании Reflets de France и Fleury Michon).
В 1989 году открыл в Токио ресторан «Château restaurant Taillevent-Robuchon», а в 1994-м ресторан «Joël Robuchon» на авеню Раймона Пуанкаре XVI округе Парижа, ставший в том же году «лучшим в мире рестораном» по версии газеты International Herald Tribune.
В 1987—1990 годах являлся неоднократным гостем еженедельного кулинарного шоу Quand c'est bon ?… Il n'y a pas meilleur ! Франсуа Робота на телеканале France Régions 3. В сотом выпуске, записанном в прямом эфире, он участвовал вместе с актёром Жаном Янном.
В 1995 году, в возрасте 50 лет, вышел на пенсию перестав работать шеф-поваром и принял предложение телевизионного продюсера Ги Жоба об участии, для передачи своих знаний, в кулинарных передачах Cuisinez comme un grand chef (телеканал TF1) и Bon appétit bien sûr (телеканал France 3), а также на телеканале Gourmet TV.
С 1996 года — председатель гастрономического комитета энциклопедии Larousse gastronomique. Также являлся членом Комитета Кольбера и Клуба ста.
В 2003 году стал ресторатором, создав собственную концепцию в виде ресторана Atelier Joël Robuchon, вдохновлённую его ранним токийским заведением  Château restaurant Taillevent-Robuchon, где по соседствую находятся испанская (тапас) и японская кухня (суши). В сеть Робюшона вошли многочисленные рестораны, кондитерские, чайханы, международных погребки: Restaurant Tokyo atelier, Atelier de Joël Robuchon Saint-Germain и Atelier de Joël Robuchon Étoile в таких городах как Бангкок, Гонконг, Женева, Лондон (Ковент-Гарден), Лас-Вегас (MGM Grand), Майами, Макао, Монако, Монреаль (казино), Нью-Йорк, Париж, Сингапур, Тайбэй и Шанхай. В 2017—2018 годах намеревался открыть ещё пять ресторанов.

Quelques établissements.
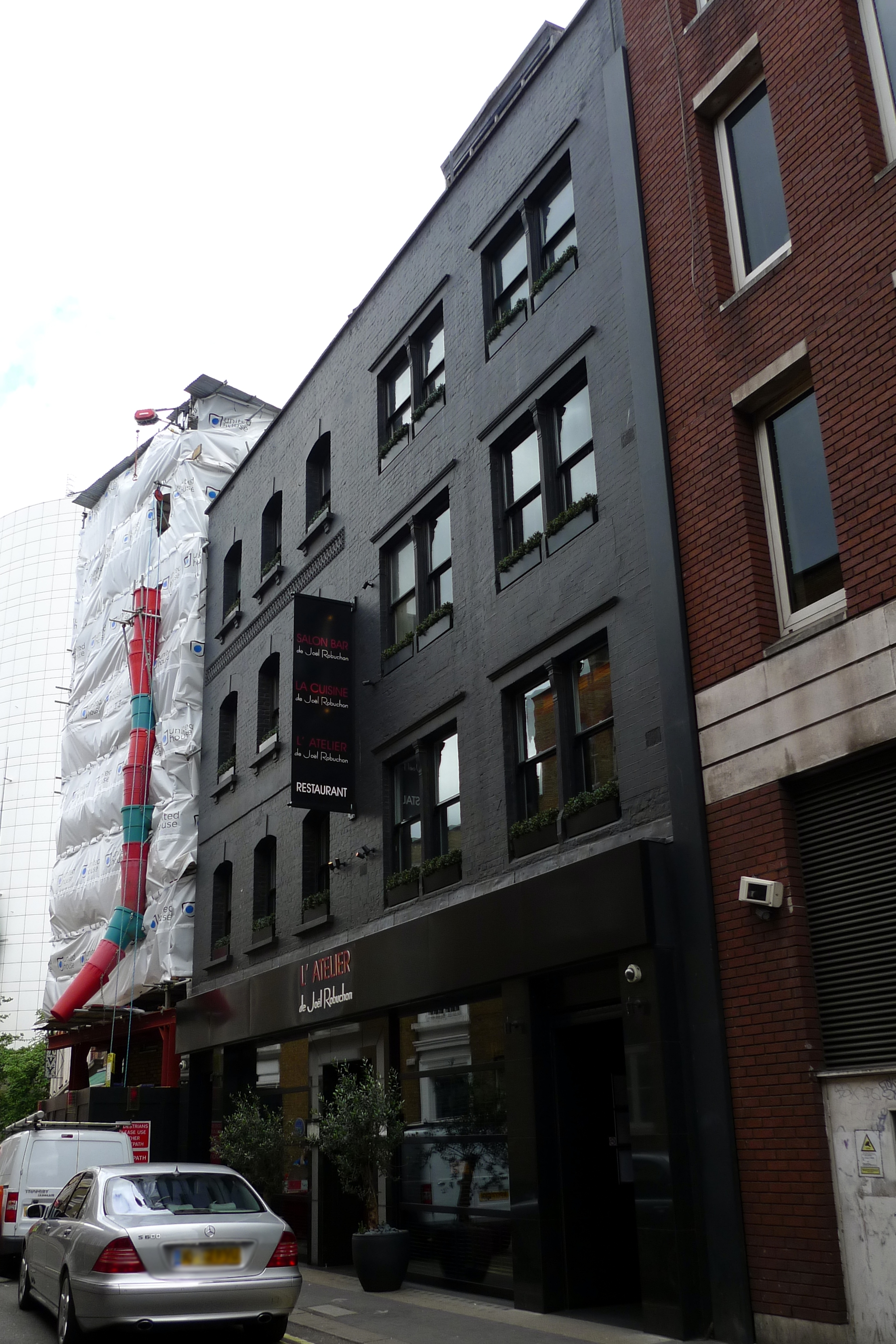
Лондон (Ковент-Гарден).
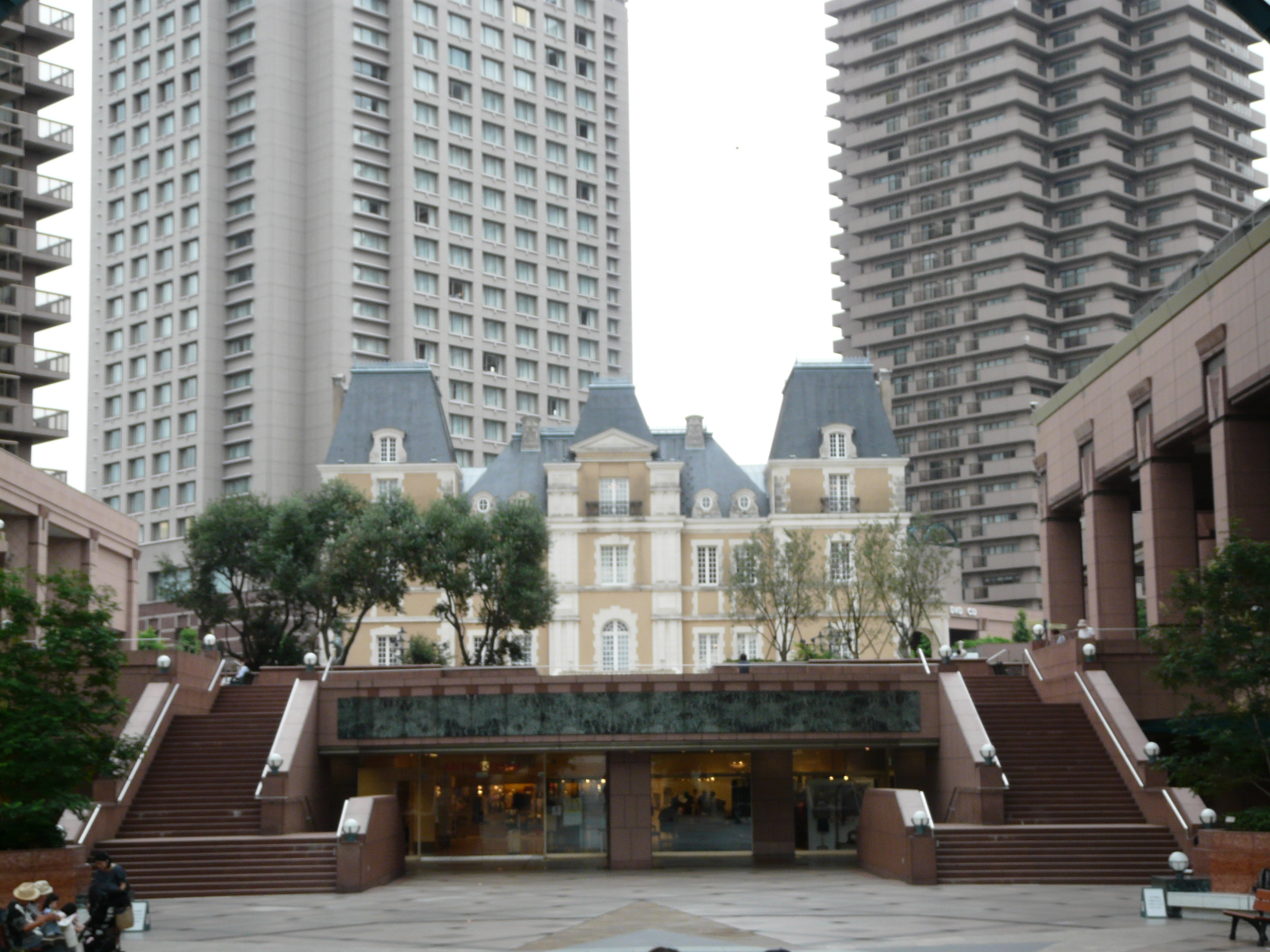
Château restaurant Taillevent[фр.]-Robuchon в Токио.
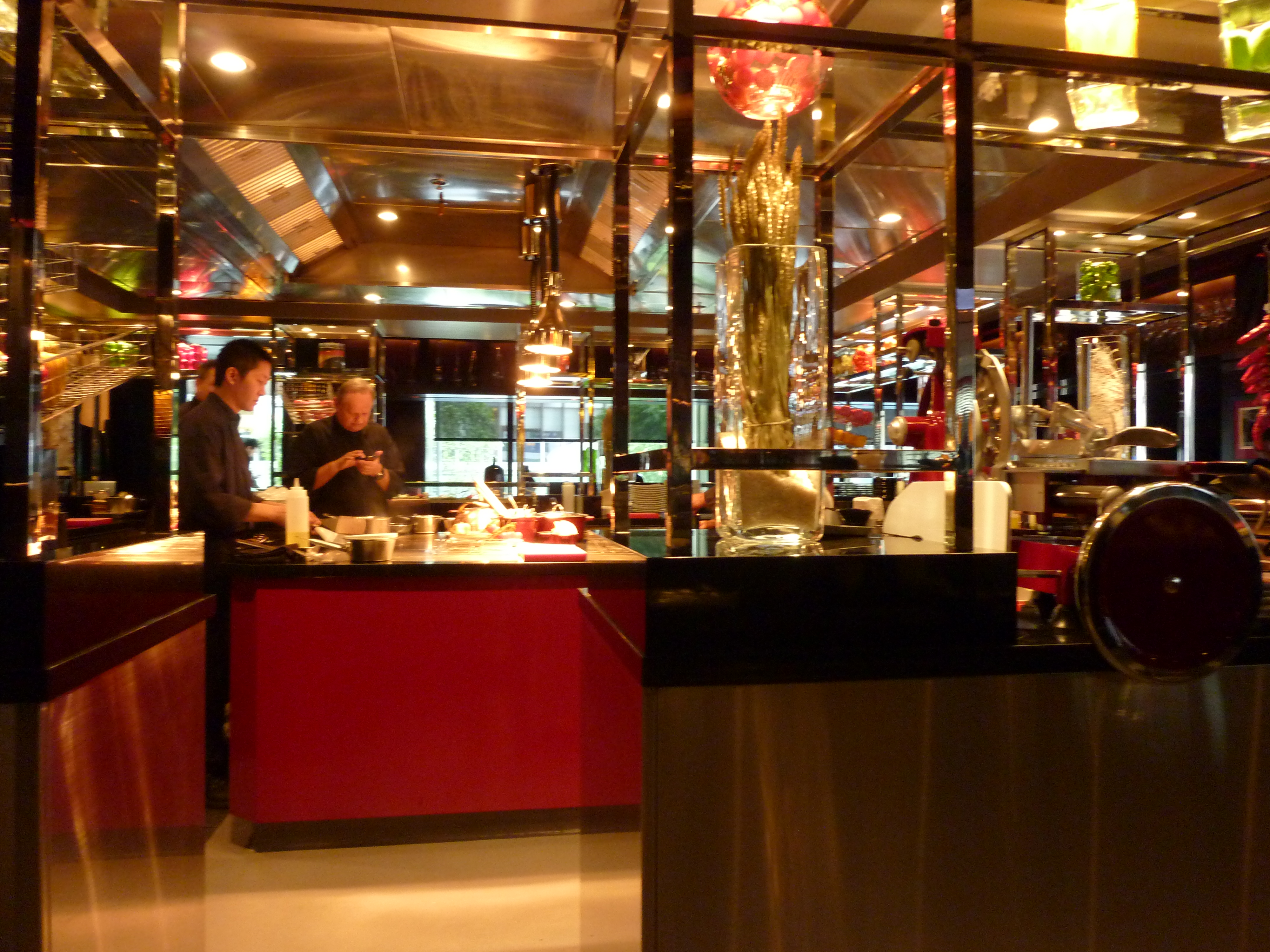
Гонконг.
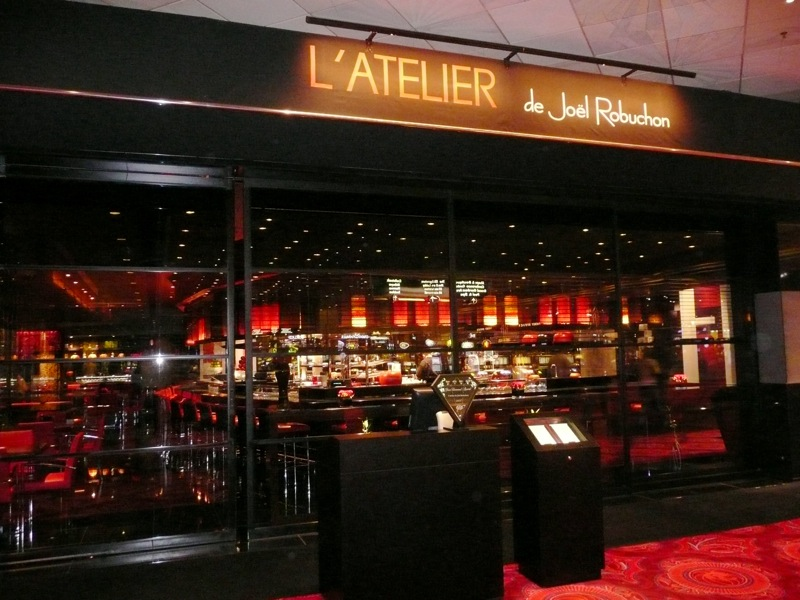
Лас-Вегас.
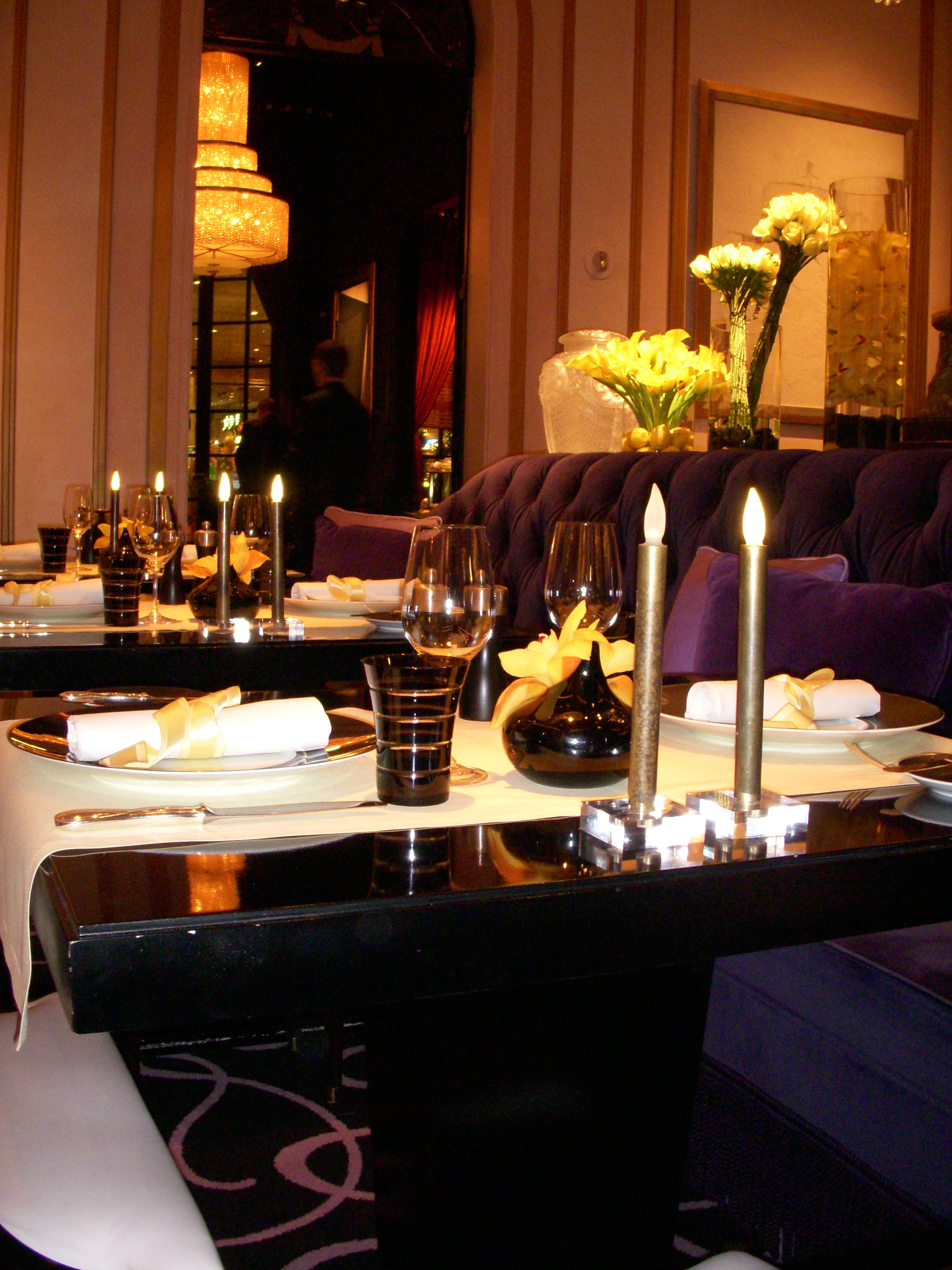
Лас-Вегас.

Умер 6 августа 2018 года в Женеве (город, где он собирался открыть новый ресторан) от рака поджелудочной железы на 73 году жизни. Отпевание прошло 17 августа того же года в Кафедральном соборе Сен-Пьер в присутствии шеф-поваров со всего мира.

## Семья
Робюшон был женат и своим детям сумел привить любовь к кулинарному искусству. Софи много лет работала вместе с отцом в кулинарных шоу Cuisinez comme un grand chef, Bon appétit bien sûr и Planète gourmande. Она управляет рестораном «La Cour d’Eymet» в департаменте Дордонь вместе со своим мужем — шеф-поваром Франсуа Картейзером. Сын — Луи Робюшон-Абэ (род. 1988), родившийся от брака с японкой, открыл винный бар в Бордо и в мае 2016
другой в Японии. Другой сын — Эрик, работает ортопедом и мастером по педикюру в Париже.

## Награды
- Лучший работник Франции[фр.]
- Офицер ордена Почётного легиона
- Офицер ордена Искусств и литературы
- Офицер ордена «За заслуги»
- Командор ордена Сельскохозяйственных заслуг

## Книги
- Ma cuisine pour vous, Paris, 1986.
- Simply French, New York, 1991.
- Recettes de grands chefs.
- Recettes du terroir d'hier et d'aujourd'hui, Paris, J.-C. Lattès, 1994.
- Le Meilleur et le plus simple de la pomme de terre, Paris, R. Laffont, 1994.
- Le Carnet de route d'un compagnon cuisinier, 1995.
- Le Meilleur et le plus simple de la France, Paris, Robert Laffont, 1996.
- Le Meilleur et le plus simple pour maigrir, Paris, Le Grand livre du mois, 1998
- Le Meilleur et le plus simple de Robuchon, Paris, Librairie générale française, 1999.
- Les Dimanches de Joël Robuchon, Paris, Éd. du Chêne, 1999.
- Cuisinez comme un grand chef, tome 1, 2 et 3, Paris, TF1.
- Bon appétit bien sûr, tome 1, 2, 3 et 4.
- L'Atelier de Joël Robuchon.
- Food and Life, de Joël Robuchon et Dr Nadia Volf, Assouline Publishing.
- Tout Robuchon, Perrin, Paris, 2006 (лауреат премии Gourmand World Cookbook Awards[фр.])
- 155 recettes pour mincir et rester mince enfin !, Issy-les-Moulineaux, Éd. A. Ducasse, 2008
- Le Nouveau coaching minceur et bien-être : Joël Robuchon, Patrick-Pierre Sabatier et Véronique Rousseau.